# Инклюзивный язык

Обозначение Mx (вместо Мr — мистер или Ms — миссис) часто употребляют люди с небинарной гендерной идентичностью.

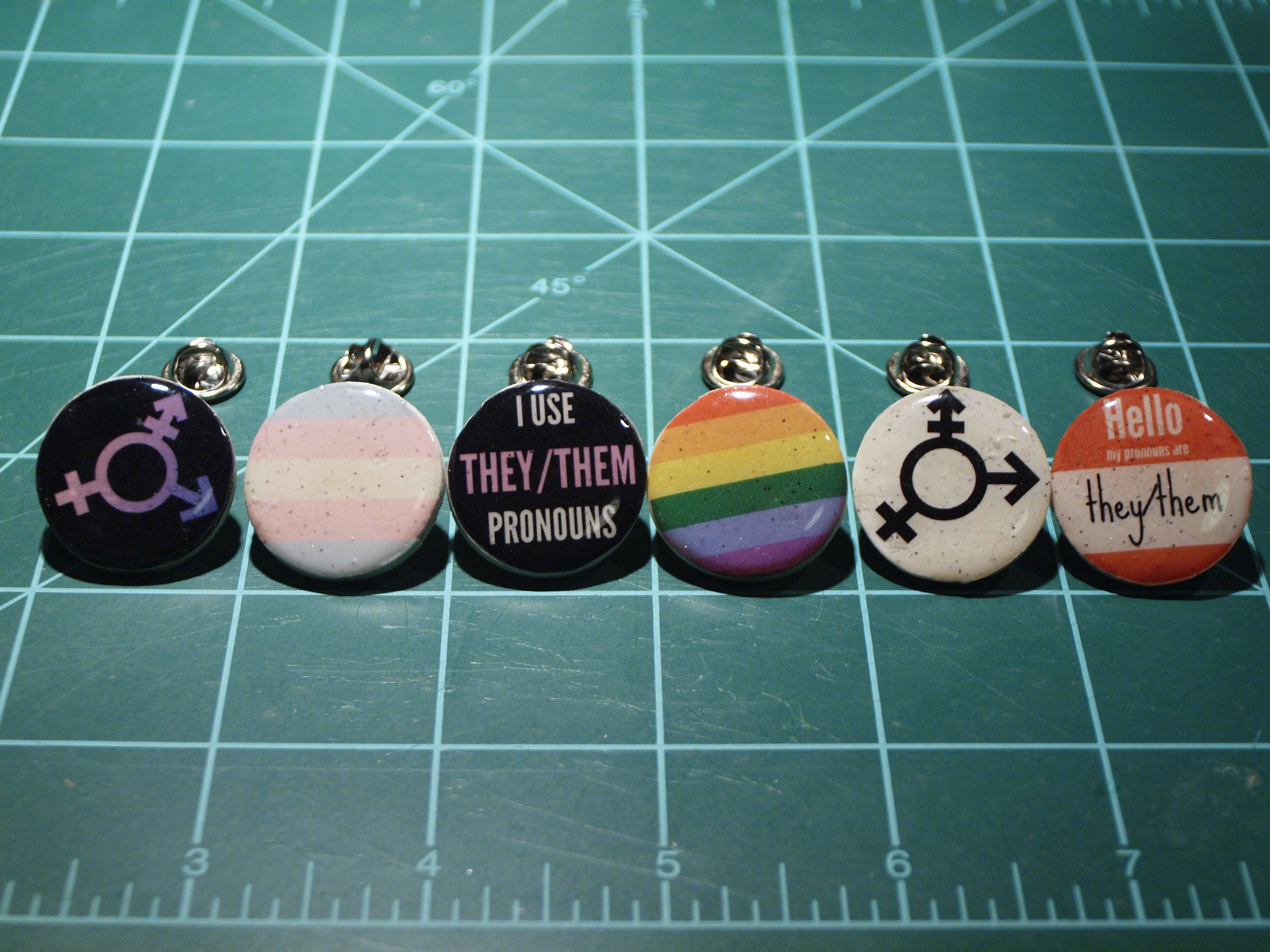
Значки, пропагандирующие использование «небинарного» местоимения they/them (они/им) в единственном числе

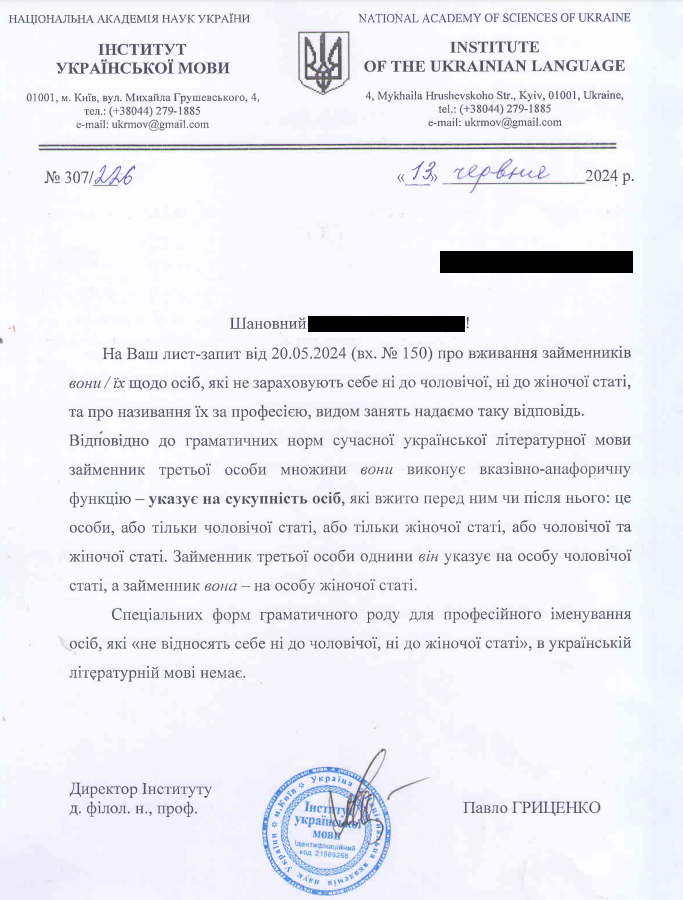
Ответ Института украинского языка НАН Украины о том, что в украинском языке нет специальных форм грамматического рода для именования людей, которые не относят себя ни к мужскому, ни к женскому полу (предлагалось использовать в отношении них местоимение вони/их (они/их)

Инклюзивный язык (англ. Inclusive language) или язык без предвзятости или нейтральный язык (англ. neutral language) — это стиль языка, который стремится избегать выражений и слов, которые его сторонники воспринимают как выражение или подразумевание идей, которые являются сексистскими, расистскими или иным образом предвзятыми или оскорбительными для определенных групп людей и сообществ;  и вместо этого используют язык, который его сторонники намеревались использовать, чтобы избежать оскорблений и следовать идеалам эгалитаризма, социальной интеграции и равенства. Цель использования инклюзивного языка — это беспристрастное общение, которое пытается быть в равной степени инклюзивным для людей всех этничностей, гендерной идентичности, сексуальной ориентации, религиозной принадлежности, способностей, физического и психологического здоровья, и возраста, путем общения таким образом, чтобы не делать никаких предположений о получателе такого общения . 
Сторонники этого подхода общения (использования инклюзивного языка) утверждают, что традиционный язык часто используется для утверждения и распространения предрассудков и что намерение такого общения может помочь создать более открытые, безопасные и равноправные сообщества и организации .
Инклюзивный язык связан с тем, что некоторые люди обижаются на традиционный язык (например, когда язык означает, что все адвокаты — мужчины или что все учителя — женщины и т.п.).
Для обозначения этой практики (применения инклюзивного языка) часто используется термин «политическая корректность» — либо как нейтральное описание сторонниками, комментаторами в целом, либо с негативным подтекстом ее противниками  Использование гендерно-нейтральной терминологии вызывает споры в языках, где «вся грамматика гендерно-зависима», таких как испанский, французский, итальянский, португальский и немецкий.

## Применение инклюзивного языка

### В христианстве
Считается, что истоки инклюзивного языка связаны с Библией. Инклюзивный язык используется в христианской теологии, при описании богослужения, подаче учебного материала и ссылках на Священное Писание. Инклюзивный язык выходит за родовые, расовые или профессиональные рамки. Язык, который акцентирует внимание на человечестве и Боге, дает более точное понимание теологических проблем, чем использование родового специфического языка, поскольку эта специфика в действительности не имеет значения.

### В англоязычных странах
Инклюзивный язык обычно принимается путем следования языковому руководству, в котором перечислены слова и выражения, которые не следует использовать, и заменители для них. Языковые руководства используются многими организациями, особенно некоммерческими . 
Инклюзивный язык в английском языке, в частности в США, выходит далеко за рамки гендерной инклюзивности. К примеру, дискриминирующими в научной среде были признаны словосочетания survival of the fittest (выживание сильнейших), field work/workers (полевая работа/работники), field (поле, область). Дискриминирующей основой данных словосочетаний является возможность возникновения у реципиента негативных ассоциаций, связанных с вопросами инвалидности, рабства и иммиграции. В связи с этим их предлагается заменить на survival differences/natural selection (различия в выживаемости/естественный отбор), local office/local office staff (местный офис/персонал местного офиса), practicum (область, сфера деятельности), соответственно.
Из языка также уходят устойчивые идиоматические выражения, этимологически связанные с рабством, бедностью, гендерными стереотипами и т.п.: sell down the river [предавать]; cake walk — кекуок, танец, исполнявшийся рабами на плантациях; peanut gallery [галёрка, самые дешевые места в театре]; that's so gay! [отвратительно, неприятно, скучно]; man up [призыв вести себя мужественно (ср. «будь мужиком!»)]. 
В системе образования США использование слов old или elderly рассматривается как проявление дискриминации по возрасту; женщину нельзя показывать как домохозяйку [caregiver], так как это гендерный стереотип; в одной из школ даже запретили детскую книгу «Паровозик, который смог», так как паровозик там мужского рода.

### В славяноязычных странах
С 2018 года слово «инвалид» было изъято из всех официальных документов Украины. Его заменили термином «лицо с инвалидностью»..

### В испаноязычных странах
В декабре 2021 года агентство государственного образования Уругвая выпустило меморандум об ограничении использования инклюзивного языка.

## Примеры
| Инклюзивный язык                                 | Традиционный язык       |
| ------------------------------------------------ | ----------------------- |
| ребёнок с особыми образовательными потребностями | особый ребёнок          |
| с нарушением                                     | страдает от             |
| с болезнью                                       | больной                 |
| с нарушением интеллектуального развития          | умственно неполноценный |
| жестовый перевод                                 | сурдоперевод            |
| человек низкого роста                            | лилипут, карлик         |
| тёмнокожий                                       | чернокожий              |
| цифровые мошенники                               | инфоцыгане              |
| человек с алкогольной зависимостью               | алкоголик               |
| бездомный                                        | бомж                    |
| трудовой мигрант                                 | гастарбайтер            |
| дети, оставшиеся без попечения                   | дети-сироты             |
| человек, переживший насилие                      | жертва насилия          |
| семья в трудной жизненной ситуации               | неблагополучная семья   |
| человек с химической зависимостью                | наркозависимый          |
| наркопотребитель                                 | наркоман                |
| секс-работа                                      | проституция             |

## Критика
Несмотря на то, что целью использования инклюзивного языка декларируется стремление не обидеть окружающих, попытки его повсеместного внедрения нередко вызывают возмущение, волны ненависти и насилия. Также, с одной стороны, рекомендуется не упоминать без необходимости расу, гендер, возраст и другие параметры идентичности; но с другой стороны, если они не упоминаются, говорящего или пишущего могут обвинить в том, что определенные группы населения «невидимы», то есть им не уделяется должного внимания.